# Mattiastrum cynoglossoides
Mattiastrum cynoglossoides är en strävbladig växtart som beskrevs av K. H. Rechinger och Riedl. Mattiastrum cynoglossoides ingår i släktet Mattiastrum och familjen strävbladiga växter. Inga underarter finns listade i Catalogue of Life.